# Boleslas le Pieux
Pour les articles homonymes, voir Boleslas et Le Pieux.
Boleslas le Pieux (en polonais Bolesław Pobożny), de la dynastie des Piasts, est né entre 1224 et 1227, et décédé à Kalisz le 13 avril ou le 14 avril 1279. Il est le fils cadet de Ladislas Odonic et d’Edwige de Poméranie (en).
Il a été duc d’Ujście (1239 – 1241), duc de Grande-Pologne avec son frère (1241 – 1247), duc de Kalisz (1247 – 1249), duc de Gniezno (1249 – 1250), duc de Gniezno et de Kalisz (1253 – 1257), duc de toute la Grande-Pologne (1257 – 1273), duc de Ląd (à partir de 1261), duc de Bydgoszcz (1268 – 1273), duc d’Inowrocław (1271 – 1273), duc de Gniezno et de Kalisz (1273 – 1279).

## Frère cadet dePrzemyslIerde Grande-Pologne
En 1239, à la mort de leur père, Boleslas le Pieux et son frère Przemysl Ier de Grande-Pologne héritent de la partie de la Grande-Pologne que Ladislas Odonic contrôlait. Ils deviennent ducs d’Ujście. Ils vont s’efforcer de récupérer tous les territoires de Grande-Pologne. En 1241, après la mort d’Henri II le Pieux à la bataille de Legnica, les deux frères s’emparent des régions de Poznań et de Gniezno. Sur leur lancée, ils s’emparent de toutes les villes de Grande-Pologne qui étaient contrôlées par la Silésie.
En 1247, Przemysl devient duc de Poznań et de Gniezno et, sous la pression de la noblesse, doit laisser le duché de Kalisz à Boleslas. En 1249, Przemysl fait un échange avec Boleslas qui devient duc de Gniezno. En 1250, pour des raisons qui nous sont inconnues, Boleslas est emprisonné par son frère aîné qui devient duc de toute la Grande-Pologne (Poznań, Gniezno et Kalisz). En 1253, Boleslas est relâché par son frère qui lui laisse Kalisz et Gniezno, ne conservant que Poznań. À la mort de son frère Przemysl Ier en 1257, Boleslas le Pieux récupère Poznań et gouverne seul sur toute la Grande-Pologne.

## Guerre contreCasimirIerde Cujavie

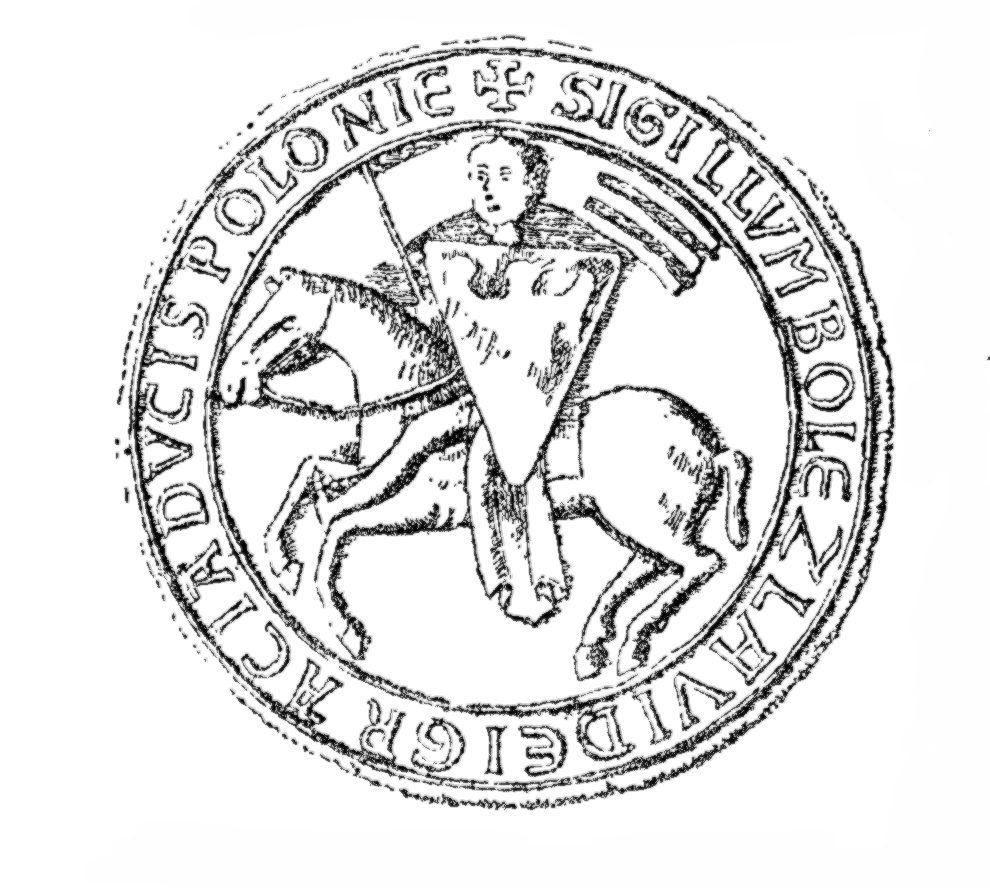
Sceau de Bolesław Pobożny, 1258.

En 1258, Boleslas le Pieux lance une offensive contre Casimir Ier de Cujavie, revendiquant la restitution de Ląd, qui lui aurait été donnée illégalement par Henri II le Pieux. Cette attaque se solde par un échec mais Boleslas le Pieux ne renonce pas. L’année suivante, il réussit à faire entrer de grands ducs dans sa coalition contre la Cujavie (le duc de Cracovie Boleslas V le Pudique, Siemovit Ier de Mazovie et Daniel de Galicie). Casimir est obligé de demander l’arrêt des hostilités le 29 novembre 1259 contre la promesse de rendre Ląd à la Grande-Pologne. Les négociations de paix sont difficiles et obligent la coalition à lancer une nouvelle attaque contre la Cujavie en 1261 qui permet d’enfin récupérer la place forte de Ląd.

## Nouvelle intervention en Cujavie
Siemomysl d’Inowrocław, le fils de Casimir Ier de Cujavie, offre des postes clés de son duché à des nobles d’origine allemande, ce qui ne plaît pas à l’aristocratie locale. Ayant peur d’être destitué, Siemomysl fait appel à Boleslas en 1268. En échange de sa médiation, il lui offre une petite partie de son duché ce qui contribue à une nouvelle révolte de la noblesse qui oblige Boleslas à envahir le duché en 1271. Il y reste deux ans.

## Alliance avec la Hongrie
En 1258, Boleslas épouse Yolande de Pologne, fille du roi Béla IV de Hongrie qui lui donne trois filles, dont Hedwige de Kalisz. Il devient l’allié naturel des Hongrois dans leur guerre contre la Bohême. Cette alliance coute très cher à la Grande-Pologne lorsque l’hiver 1267/1268, l’armée d’Ottokar II de Bohême, de retour d’une expédition militaire contre les Prussiens, ravage le duché. En 1273, Boleslas le Pieux se joint à l’expédition militaire de Boleslas V le Pudique et de Lech II le Noir contre Ladislas d’Opole, allié de la Bohême.

## Guerre contre le Brandebourg
Dès 1257, Boleslas doit faire face à une offensive militaire du Brandebourg contre son duché. Pourtant, il essaie de poursuivre la politique de son frère pour arriver à des relations de bon voisinage avec ce puissant voisin. En 1260, il marie sa fille à Conrad du Brandebourg et donne la place forte de Santok en dot, en échange d’un accord de paix. Mais en 1265, le Brandebourg rouvre les hostilités en envahissant la zone frontalière. Malgré cette agression, Boleslas négocie un nouvel accord de paix. En 1269, le Brandebourg rompt de nouveau unilatéralement l’accord de paix. Face à la politique d’expansion agressive du Brandebourg, Boleslas contre-attaque en 1271, lançant, sans beaucoup de succès, une offensive contre la Nouvelle Marche et contre Santok. L’année suivante, il apporte un soutien militaire à Mestwin II de Poméranie attaqué par le Brandebourg et reprend au Brandebourg le duché poméranien de Gdańsk. En 1273, Boleslas s'allie avec Barnim Ier. Son neveu Przemysl II épouse Lutgarde, la petite-fille de Barnim. En 1278, allié à Mestwin II, Boleslas inflige une cinglante défaite au Brandebourg et reprend Santok qu’il rattache de nouveau à la Grande-Pologne.

## Politique intérieure
Boleslas entretient de bonnes relations avec l’Église. En 1256, il invite les Franciscains à s’installer à Gniezno.
En 1264, la communauté juive de Kalisz est la première à être gratifiée par Boleslas le Pieux de statuts particuliers, calqués sur les droits des Juifs du Saint-Empire : liberté de culte, statut juridique distinct (permission de commercer et de pratiquer l’usure) et protection ducale (Charte de Kalisz). En 1267, cette charte provoque une réaction de l’Église, réunie en synode, qui exige la séparation physique des juifs et des chrétiens et l’interdiction pour les Juifs de remplir des fonctions administratives.

## Relations avec son neveuPrzemyslII
À partir de 1273 et après la victoire de Boleslas contre la Brandebourg, Przemysl II revendique un morceau de la Grande-Pologne. Boleslas accède à sa demande et lui donne le duché de Poznań. La bonne entente ne dure pas longtemps. En 1277, Przemysl II s’allie à Henri IV le Juste alors que son oncle souhaite une alliance avec les Piasts de Silésie. Cela n’empêche pas Boleslas de faire de Przemysl II son héritier.

## Décès
Boleslas le Pieux est décédé à Kalisz le 13 ou le 14 avril 1279. Il est inhumé dans la cathédrale de Poznań. Boleslas s’est révélé être un souverain éclairé qui a marqué son époque. Comme l’écrit un chroniqueur polonais, il est le maximus triumphator de Theutonicis (Le grand vainqueur des Allemands).
Après sa mort, faute d'héritier mâle, toute la Grande-Pologne revient à son neveu Przemysł II. Celui-ci est couronné en 1295, mais décède l'année suivante. Avec lui s’éteint la lignée des Piasts de Grande-Pologne.

## Mariage et descendance
En 1258, Boleslas épouse Yolande (° 1244 – † 16/17 juin ap. 1304), fille de Béla IV de Hongrie. Ils ont 3 filles, :
1. Élisabeth (° 1261/63 – † septembre 1304), mariée en 1273 à Henri V le Gros, duc de Legnica.
2. Edwige (° 1270/75 – † 10 décembre 1339), mariée en janvier 1293 à Ladislas Ier de Pologne, duc de Cujavie, et roi de Pologne (à partir de 1320).
3. Anna (° 1276/78 – † av. 1300), nonne à Gniezno.